# DNA聚合酶I
DNA聚合酶I（DNA polymerase I；Pol I）是最早发现的一种DNA聚合酶（也是最早发现的聚合酶），於1956年由阿瑟·科恩伯格（Arthur Kornberg）从大肠杆菌中分离出，被 Kornberg 发现具有在体外催化DNA合成的性质，故又称 Kornberg 酶。Pol I 由928个氨基酸残基组成，大小约109000，只含一条肽链。除具有5'→3' DNA聚合酶活性外，还有5'→3'和3'→5'的外切核酸酶活性。